# Liệu pháp miễn dịch globulin
Liệu pháp miễn dịch, immunoglobulin therapy, còn được gọi là normal human immunoglobulin (NHIG) ở người, là việc sử dụng hỗn hợp các kháng thể (immunoglobulin) để điều trị một số tình trạng sức khỏe. Những tình trạng này bao gồm suy giảm miễn dịch nguyên phát, ban xuất huyết giảm tiểu cầu miễn dịch, viêm đa dây thần kinh mãn tính, bệnh Kawasaki, một số trường hợp nhiễm HIV/AIDS và sởi, hội chứng Guillain-Barré và trong một số bệnh nhiễm trùng khác khi không có miễn dịch cụ thể. Tùy thuộc vào công thức nó có thể được đưa ra bằng cách tiêm cơ bắp, tiêm tĩnh mạch hoặc dưới da. Các hiệu ứng kéo dài một vài tuần.
Các tác dụng phụ thường gặp bao gồm đau tại chỗ tiêm, đau cơ và phản ứng dị ứng. Các tác dụng phụ nghiêm trọng khác bao gồm các vấn đề về thận, sốc phản vệ, cục máu đông và phá vỡ hồng cầu. Sử dụng không được khuyến cáo ở những người bị thiếu hụt một số loại IgA. Sử dụng dường như tương đối an toàn trong thai kỳ. Globulin miễn dịch ở người được làm từ huyết tương người. Nó chứa các kháng thể chống lại một số lượng lớn virus.
Liệu pháp miễn dịch ở người lần đầu tiên xảy ra vào những năm 1930 và một công thức tiêm vào tĩnh mạch đã được chấp thuận cho sử dụng y tế tại Hoa Kỳ vào năm 1981. Nó nằm trong Danh sách các loại thuốc thiết yếu của Tổ chức Y tế Thế giới, loại thuốc hiệu quả và an toàn nhất cần có trong hệ thống y tế. Mỗi công thức của sản phẩm có phần khác nhau. Ở Anh, một liều thuốc có giá NHS trong khoảng từ 11,20 đến 1,200.00 bảng tùy theo loại và dung lượng. Một số công thức immunoglobulin cụ thể cũng có sẵn bao gồm viêm gan B, bệnh dại, uốn ván, nhiễm trùng thủy đậu và phơi nhiễm máu Rh dương tính.